# Joe Chambers
Joseph "Joe" Arthur Chambers (født 25. juni 1942 i Stoneacre, Virginia, død 28. september 2022) var en amerikansk jazztrommeslager, pianist og komponist.
Chambers studerede musikteori på Philadelphia Conservatory, medens han spillede som freelancetrommeslager for forskellige grupper og solister.
Han fik sit gennembrud med Eric Dolphy og Freddie Hubbard. Han var en af de mest benyttede sessiontrommeslagere på Blue Note-pladeselskabet, bl.a. for vibrafonisten Bobby Hutcherson, Wayne Shorter, Andrew Hill og Freddie Hubbard. Han var også med i Max Roachs percussiongruppe Mboom, en gruppe med udelukkende percussioninstrumenter, der spillede musik med indslag af jazz, shuffle, calypso og avantgarde og indspillede tre album.
Chambers spillede endvidere vibrafon, marimba og klaver og gjorde det i sine egne grupper. Han lavede en stribe soloplader og var aktiv både som sessiontrommeslager og percussionist. 

## Diskografi
- The Almoravid (1974)
- New World (1976)
- Double Exposure (1978)
- Punjab (1979) - solo klaver
- Chamber Music (1979)
- New York Concerto (1981)
- Phantom of the City (1991)
- Isla Verde Joe Chanmbers med Trio Dejaiz (1995)
- Mirrors (1998)
- Urban Grooves (2002)
- The Outlaw (2006)
- Horace to the Max (2010)
- Moving Pictures Orchestra - live at Dizzy´s Club (2012)
- Landscapes (2016)
- Samba de Maracatu (2021)
- Dance Kobina  (2023)